# NHL Expansion Draft 1992
L'NHL Expansion Draft 1992 si è tenuto il 18 giugno 1992 presso il Forum de Montréal di Montréal. Il draft ebbe luogo per permettere di completare i roster delle due nuove franchigie iscritte in NHL a partire dalla stagione 1992-93: gli Ottawa Senators ed i Tampa Bay Lightning.

## Entry Draft
L'NHL Entry Draft 1992, il 30º draft della National Hockey League, si svolse il 20 giugno 1992 presso il Forum de Montréal di Montréal. I Tampa Bay Lightning selezionarono il difensore ceco Roman Hamrlík dal Zlín ZPS AC, gli Ottawa Senators invece come seconda scelta puntarono sul centro russo Aleksej Jašin, proveniente dalla Dinamo Mosca, mentre i San Jose Sharks scelsero in terza posizione il difensore Mike Rathje, dei Medicine Hat Tigers.

## Regole
A 21 delle 22 franchigie allora operative fu data la possibilità di proteggere dalla selezione due portieri e quattordici giocatori di movimento (i San Jose Sharks in quanto expansion team furono esentati). Inoltre ogni squadra doveva rendere disponibile per l'eventuale scelta almeno un portiere che avesse disputato un incontro nel corso della stagione 1991-92. Questa clausola (nota alle squadre da tempo) portò ad effettuare numerosi scambi in modo da poter far disputare un incontro a ciascun portiere in rosa. Fu così che per esempio i Chicago Blackhawks impiegarono per un match l'olimpionico Ray LeBlanc, alla prima e unica presenza in NHL, così da poter esporre lui alla cessione e non i titolari Ed Belfour, Dominik Hašek o Jimmy Waite.
Nel draft furono scelti 42 giocatori, due da ciascuna franchigia. I Lightning e i Senators selezionarono due portieri, sette difensori e dodici attaccanti.

## Expansion Draft

### Ottawa Senators
| Scelta # | Giocatore          | Posizione    | Selezionato dai     |
| -------- | ------------------ | ------------ | ------------------- |
| 1        | Peter Sidorkiewicz | Portiere     | Hartford Whalers    |
| 3        | Mark LaForest      | Portiere     | New York Rangers    |
| 5        | Brad Shaw          | Difensore    | New Jersey Devils   |
| 8        | Darren Rumble      | Difensore    | Philadelphia Flyers |
| 10       | Dominic Lavoie     | Difensore    | St. Louis Blues     |
| 11       | Brad Miller        | Difensore    | Buffalo Sabres      |
| 13       | Ken Hammond        | Difensore    | Vancouver Canucks   |
| 16       | Kent Paynter       | Difensore    | Winnipeg Jets       |
| 18       | John Van Kessel    | Difensore    | Los Angeles Kings   |
| 20       | Sylvain Turgeon    | Ala sinistra | Montreal Canadiens  |
| 21       | Mike Peluso        | Centro       | Chicago Blackhawks  |
| 23       | Rob Murphy         | Centro       | Vancouver Canucks   |
| 25       | Mark Lamb          | Centro       | Edmonton Oilers     |
| 27       | Laurie Boschman    | Centro       | New Jersey Devils   |
| 29       | Jim Thomson        | Ala destra   | Los Angeles Kings   |
| 31       | Lonnie Loach       | Ala sinistra | Detroit Red Wings   |
| 33       | Mark Freer         | Centro       | Philadelphia Flyers |
| 35       | Chris Lindberg     | Ala sinistra | Calgary Flames      |
| 37       | Jeff Lazaro        | Ala destra   | Boston Bruins       |
| 39       | Darcy Loewen       | Ala sinistra | Buffalo Sabres      |
| 41       | Blair Atcheynum    | Ala destra   | Hartford Whalers    |

### Tampa Bay Lightning
| Scelta # | Giocatore         | Posizione    | Selezionato dai       |
| -------- | ----------------- | ------------ | --------------------- |
| 2        | Wendell Young     | Portiere     | Pittsburgh Penguins   |
| 4        | Frédéric Chabot   | Portiere     | Montreal Canadiens    |
| 6        | Joe Reekie        | Difensore    | New York Islanders    |
| 7        | Shawn Chambers    | Difensore    | Washington Capitals   |
| 9        | Peter Taglianetti | Difensore    | Pittsburgh Penguins   |
| 12       | Bob McGill        | Difensore    | Detroit Red Wings     |
| 14       | Jeff Bloemberg    | Difensore    | New York Rangers      |
| 15       | Doug Crossman     | Difensore    | Quebec Nordiques      |
| 17       | Rob Ramage        | Difensore    | Minnesota North Stars |
| 19       | Michel Mongeau    | Centro       | St. Louis Blues       |
| 22       | Anatolij Semënov  | Centro       | Edmonton Oilers       |
| 24       | Mike Hartman      | Ala sinistra | Winnipeg Jets         |
| 26       | Basil McRae       | Ala sinistra | Minnesota North Stars |
| 28       | Rob DiMaio        | Ala destra   | New York Islanders    |
| 30       | Steve Maltais     | Ala destra   | Quebec Nordiques      |
| 32       | Dan Vincelette    | Ala sinistra | Chicago Blackhawks    |
| 34       | Tim Bergland      | Ala destra   | Washington Capitals   |
| 36       | Brian Bradley     | Centro       | Toronto Maple Leafs   |
| 38       | Keith Osborne     | Ala destra   | Toronto Maple Leafs   |
| 40       | Shayne Stevenson  | Centro       | Boston Bruins         |
| 42       | Tim Hunter        | Ala destra   | Calgary Flames        |